# Reza Abbasi

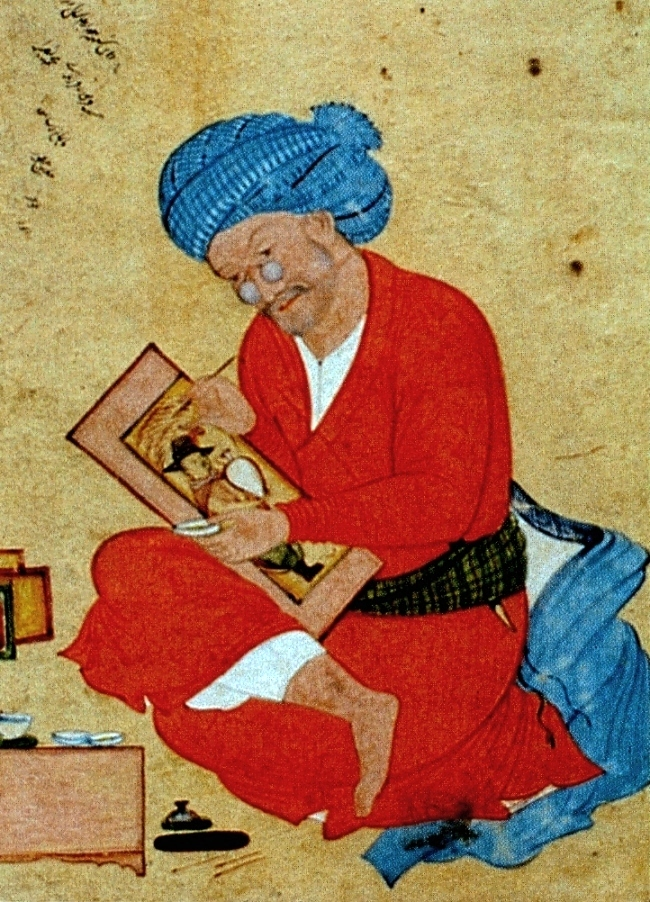
Postuum portret van Reza door zijn volgeling Mo'en Mosavver, 1673.

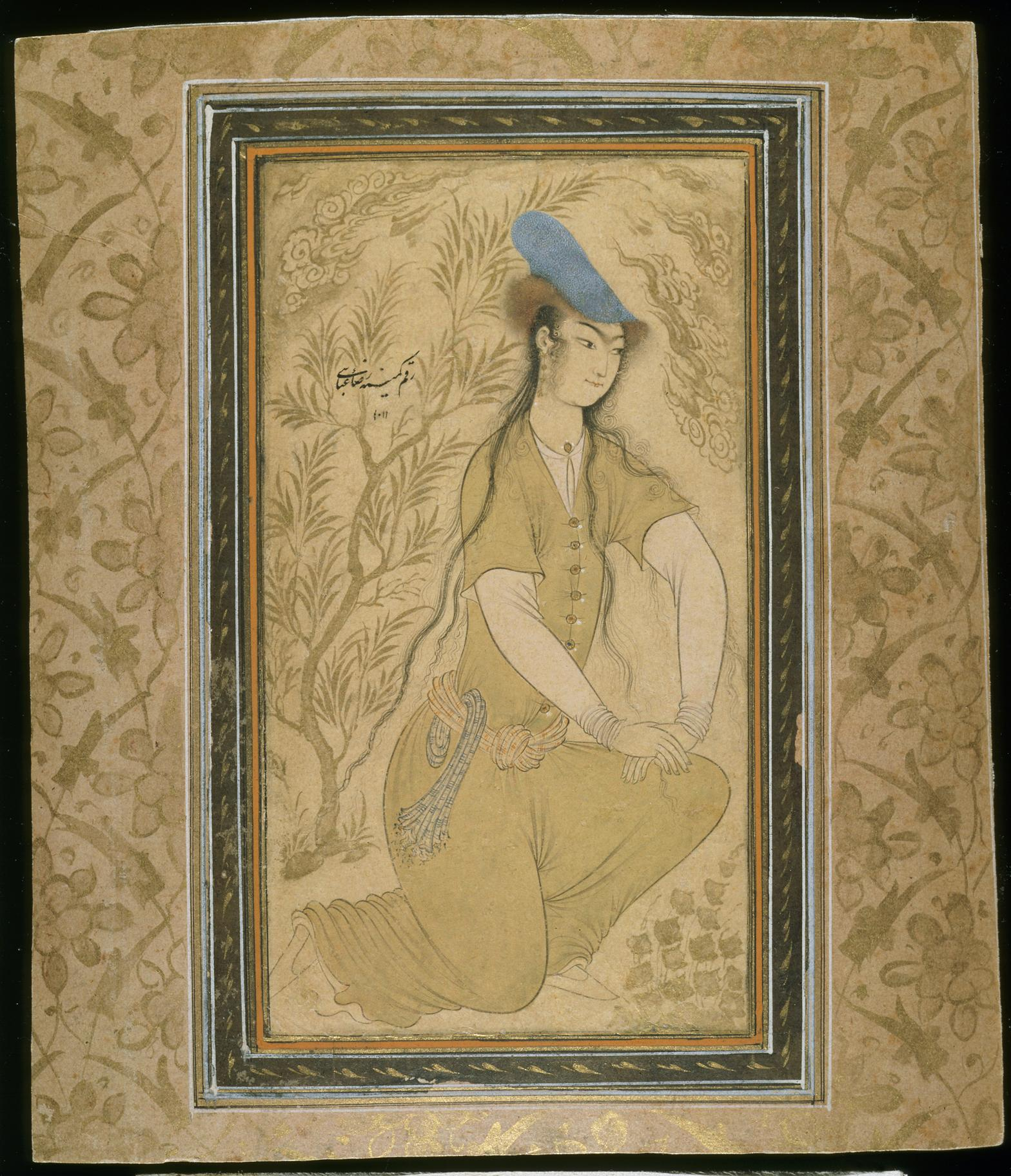
Meisje van Abbasi

Agha Reza Abbasi of voluit Reza Reza-e Abbasi (Perzisch: رضا عباسی) (1565 - 1635) was een Perzische schilder, kalligraaf uit de Isfahan school Isfahan, Perzië (Iran). Hij was de belangrijkste kunstenaar en favoriete kunstenaar van sjah Abbas I de Grote.
Hij was de zoon van 'Ali Asghar van Kashān, die schilderde aan het hof van prins Ibrāhīm Mīrzā, de Safawidische onderkoning in Mashhad, dat toen (1556-1577) het leidende Iraanse centrum van de cultuur van de kunsten was. Toen Rezā nog jong was, bracht zijn virtuositeit hem onder de aandacht van Sjah 'Abbās in Isfahān, en in 1596 werd hij beschouwd als iemand die geen rivaal had. Kort daarna raakte hij in laag gezelschap, bracht veel van zijn tijd door met atleten en worstelaars, en besteedde weinig aandacht aan zijn kunst. Ondanks de vriendelijkheid en gunst van de sjah, zou hij altijd in financiële problemen zijn geweest. Hij voerde geen koninklijke opdrachten meer uit en zijn belangrijkste werk bestond uit tekeningen en schilderijen die blijkbaar op de bazaar werden verkocht om hem in fondsen te houden.  
Hij kon zich enigszins herstellen en origineel en voortvarend produceren tot aan zijn dood in 1635. Zijn zeer gemanierde stijl kenmerkt zich door mollige, uitgeklede figuren in kunstmatige poses getekend met een heerlijk vloeiende lijn en ingekleurd op een expressionistische, niet-realistische manier. Het blijft fris en opmerkelijk, maar de schilderijen uit de tweede periode (na 1605) zijn ontegensprekelijk grover en meer aangetast.

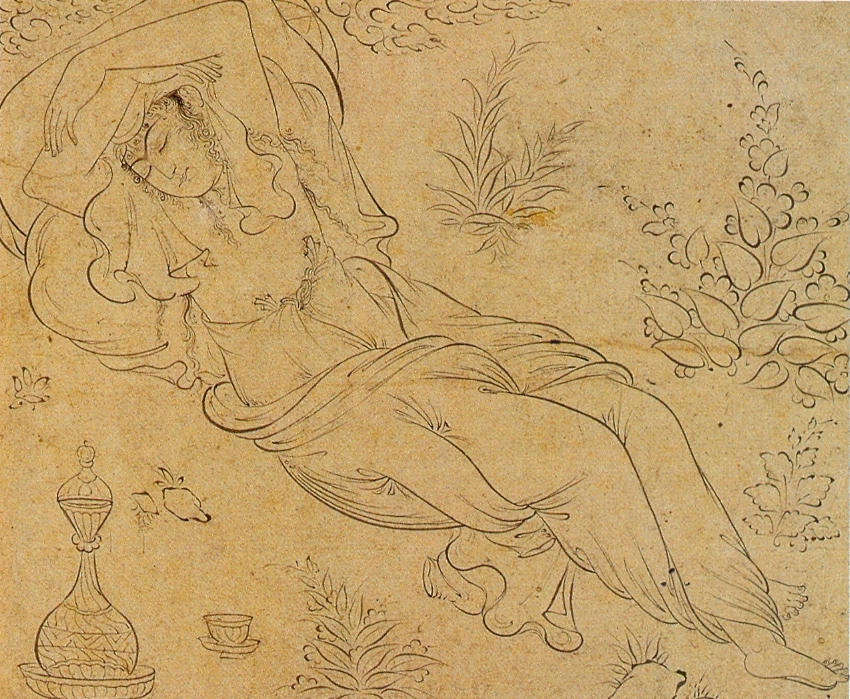
Liggende vrouw, 1595
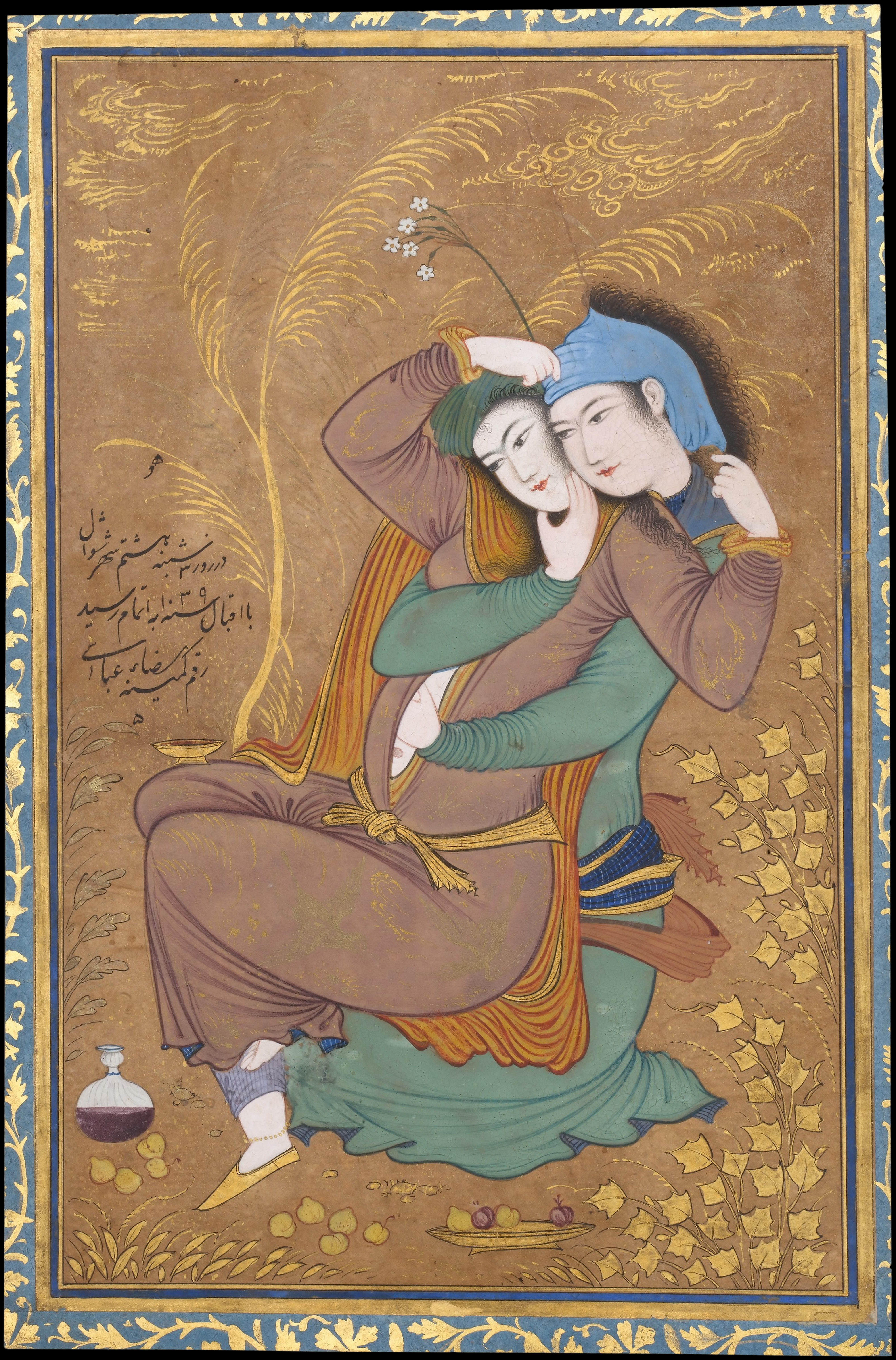
Twee geliefden, Reza Abbasi 1630
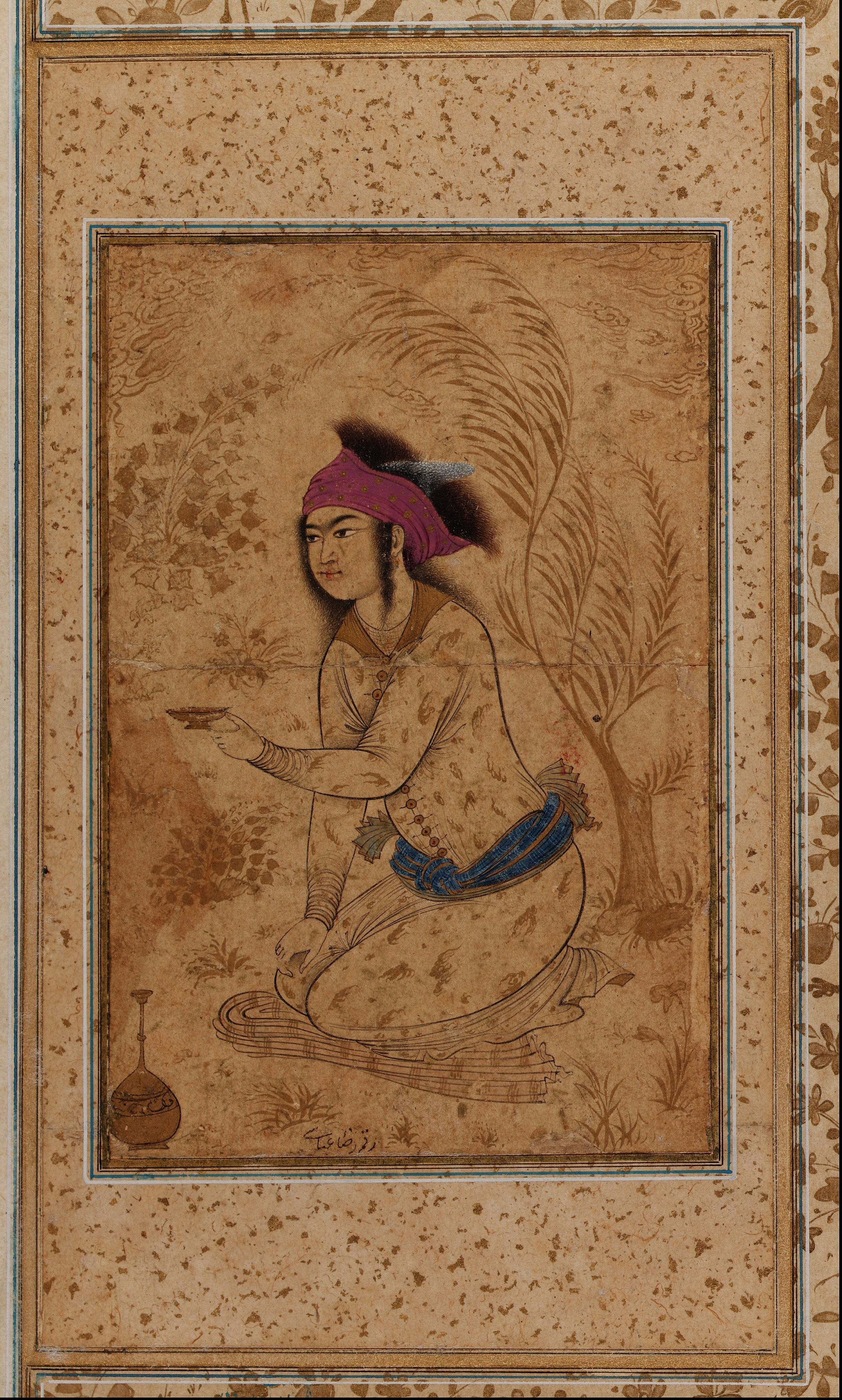
Jongeren die knielt en een wijnbeker vasthoudt - Reza Abbasi
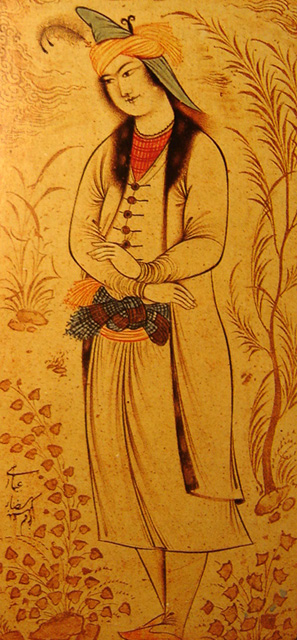
Prins Muhammad-Beik van Georgië van Reza Abbasi, 1620
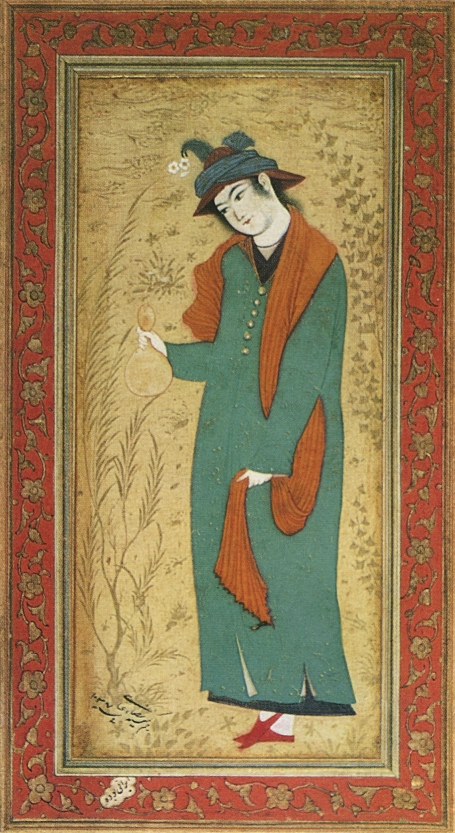
Schenker. Miniatuur
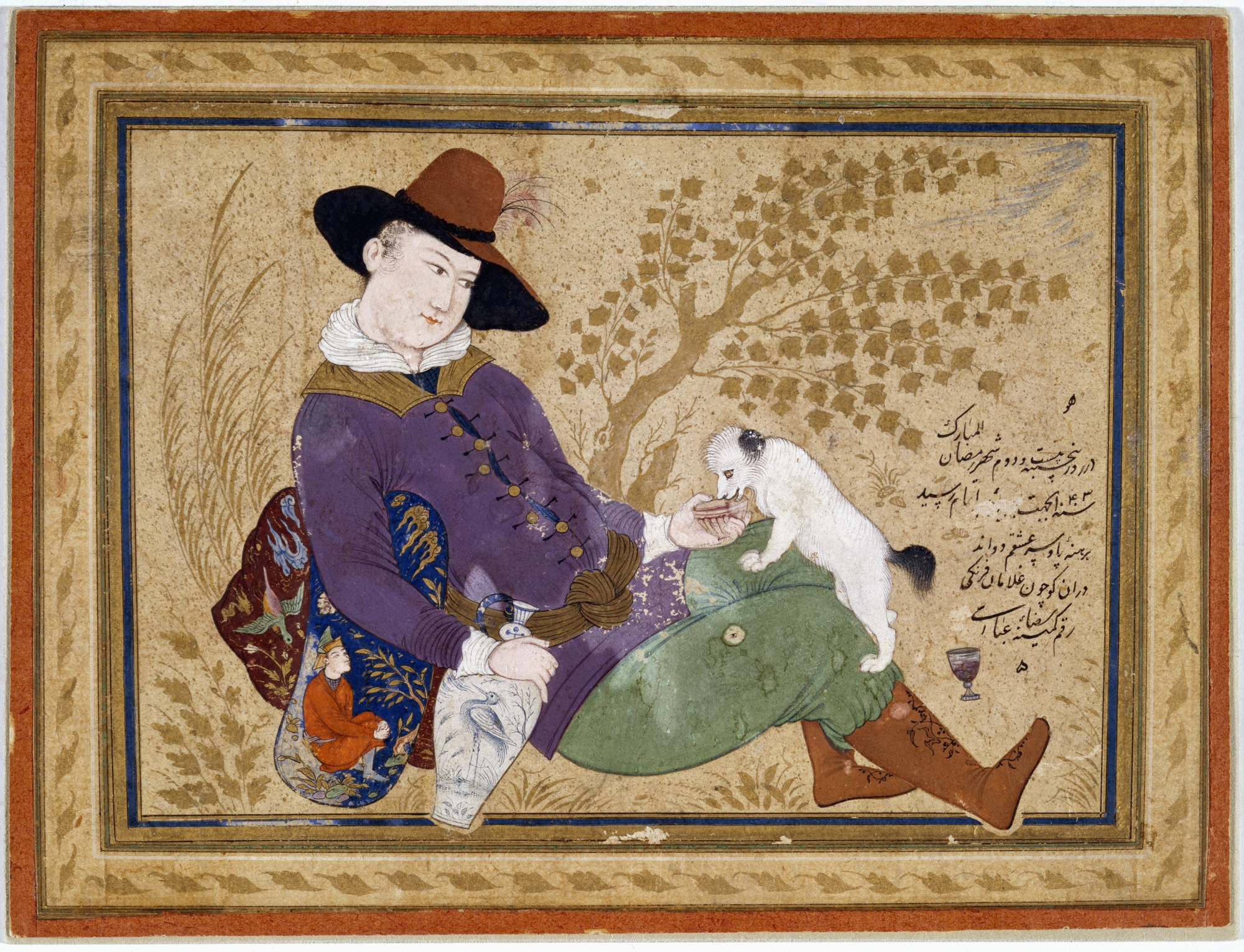
Jonge Portugees
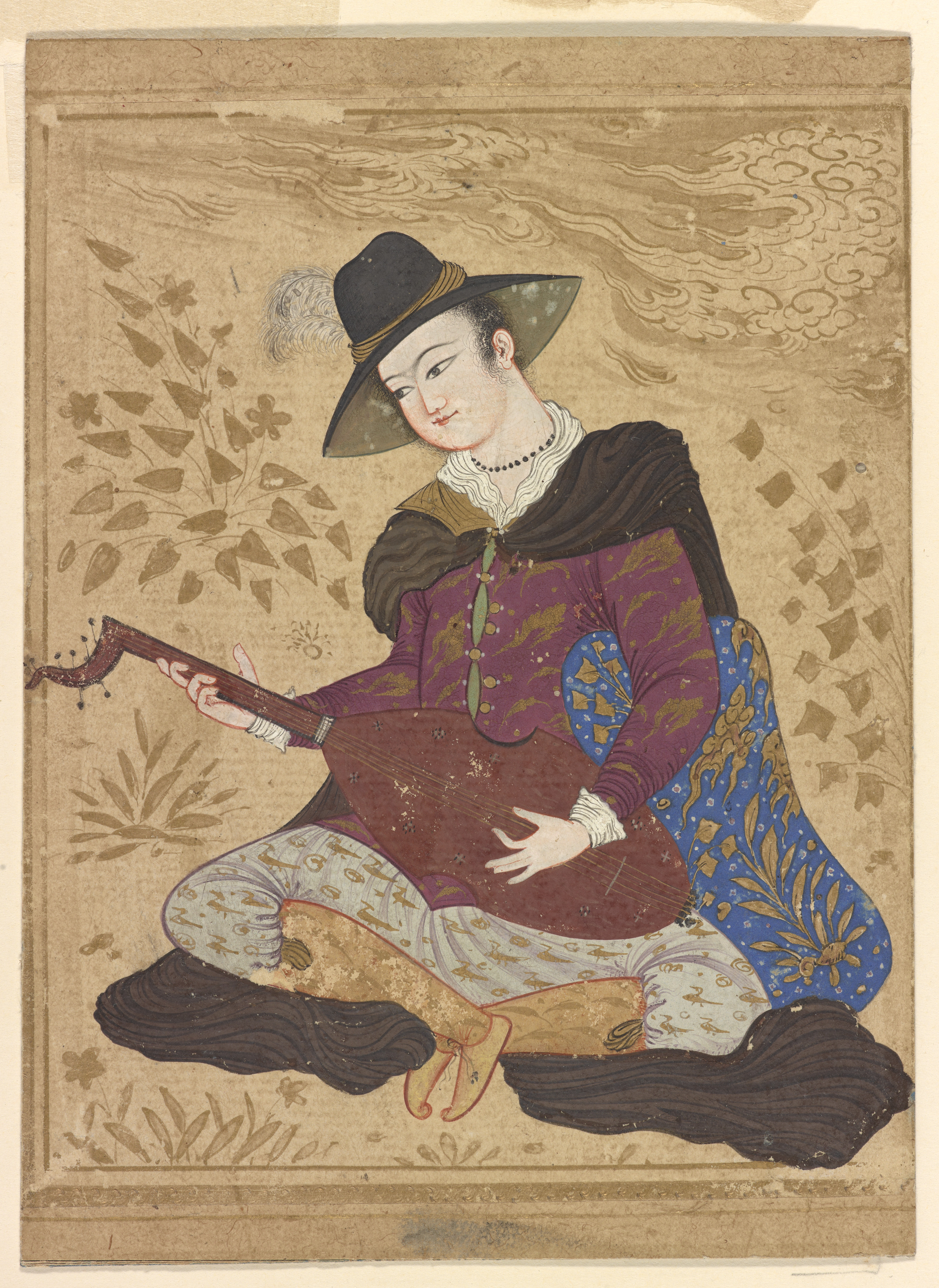
Muzikant verkleed als een Europeaan met een viool - Reza Abbasi
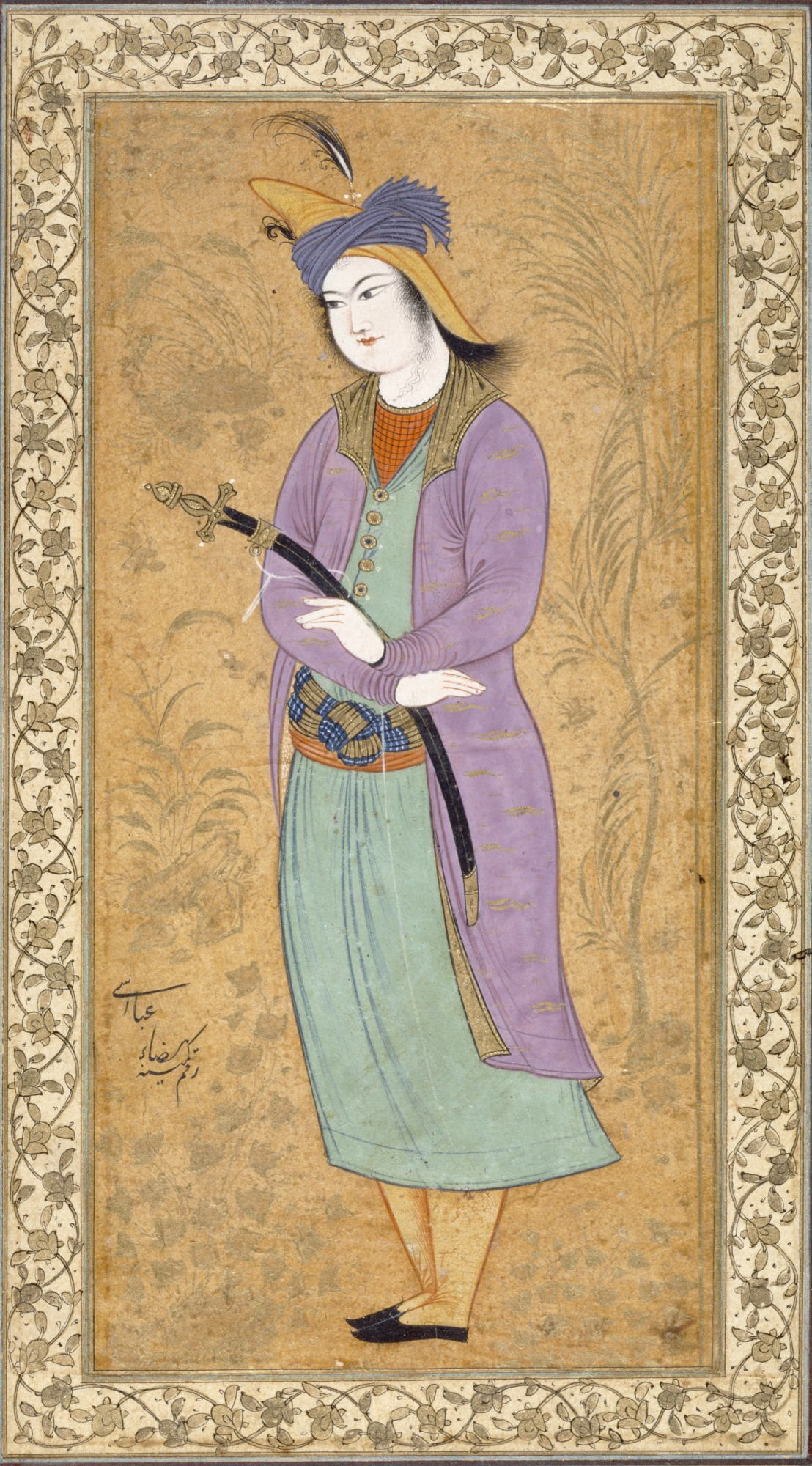
Jonge man met een zwaard (Sjamsjier) - Reza Abbasi
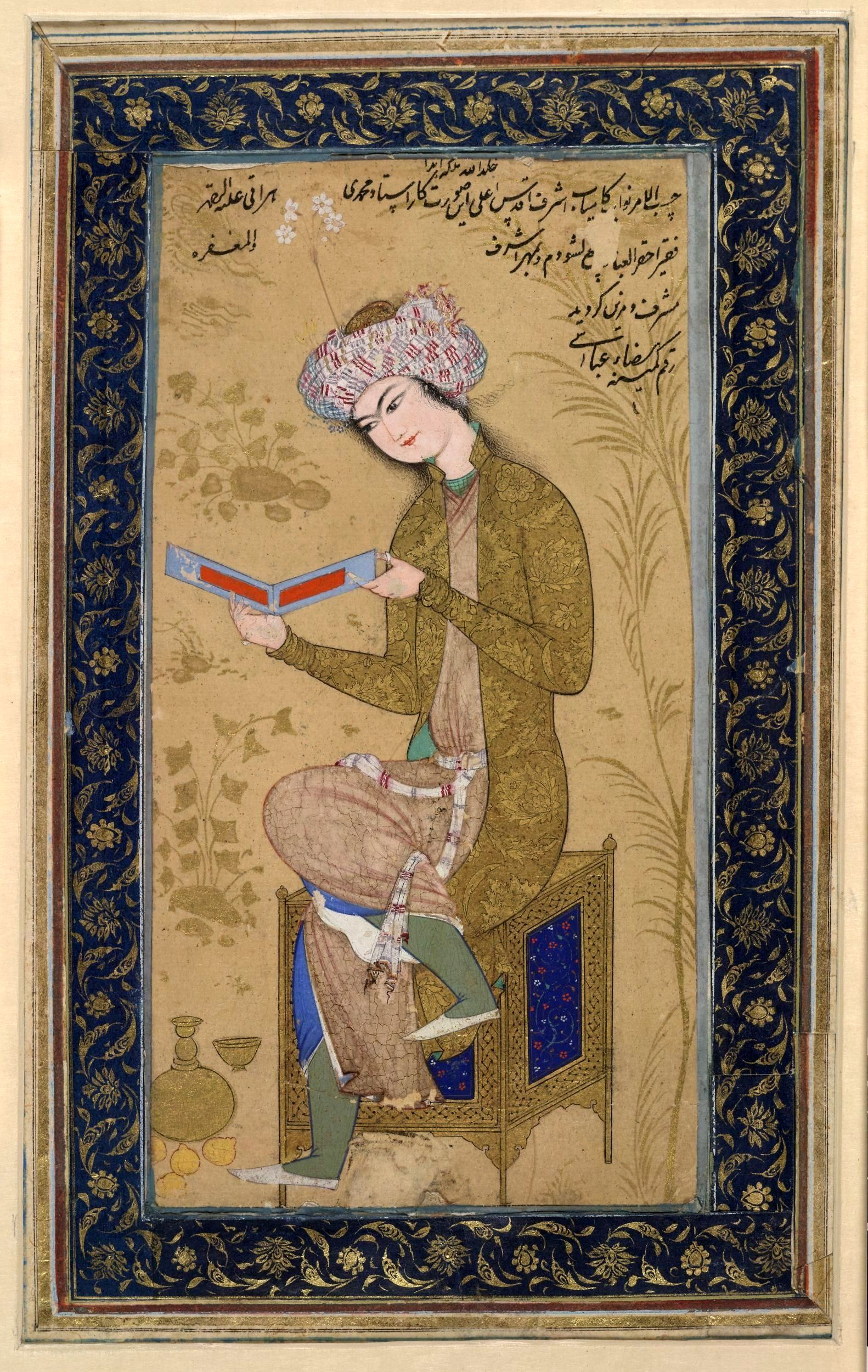
Jongeren die leest, 1625-1626
Slapend jongeren - Reza Abbasi
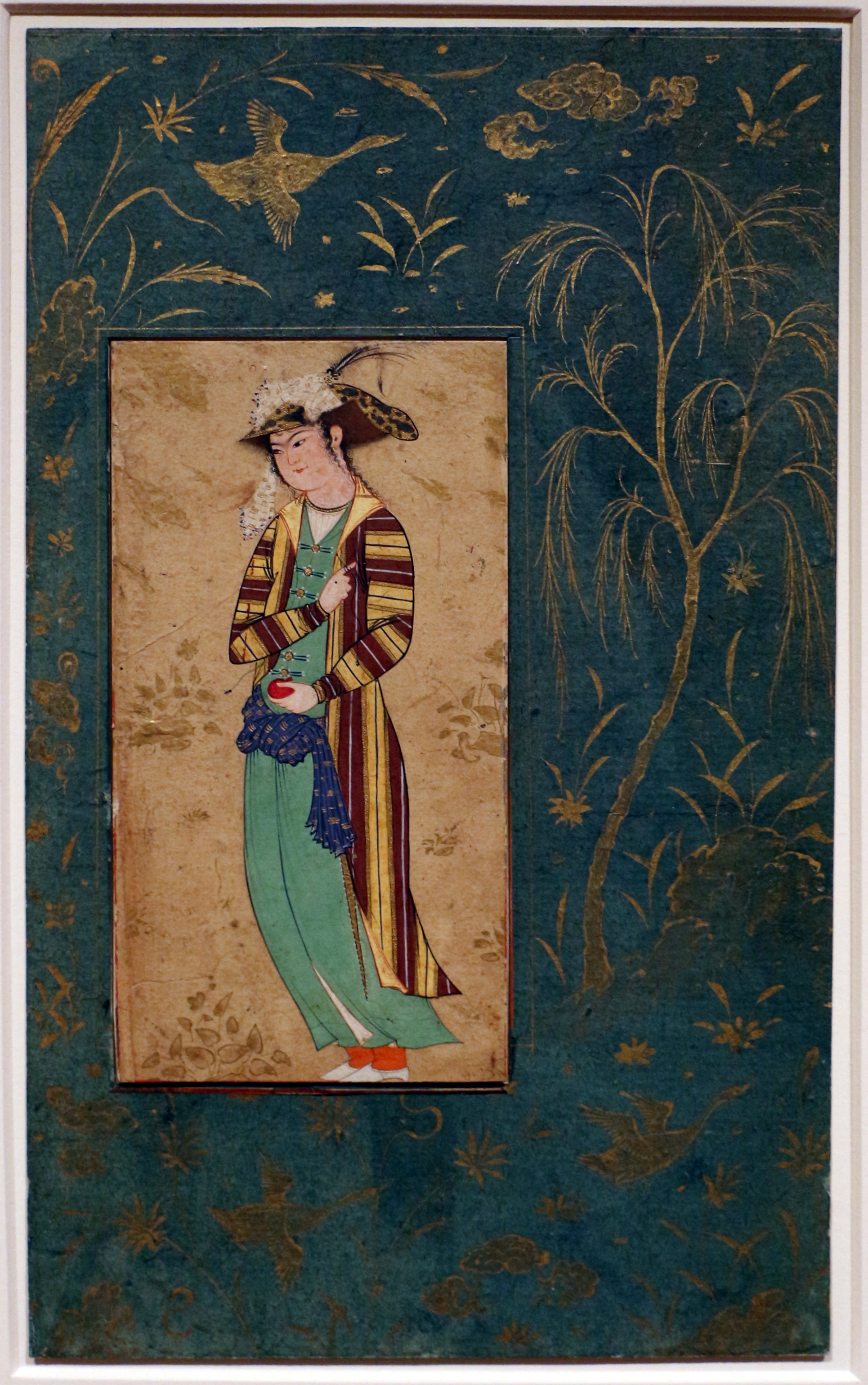
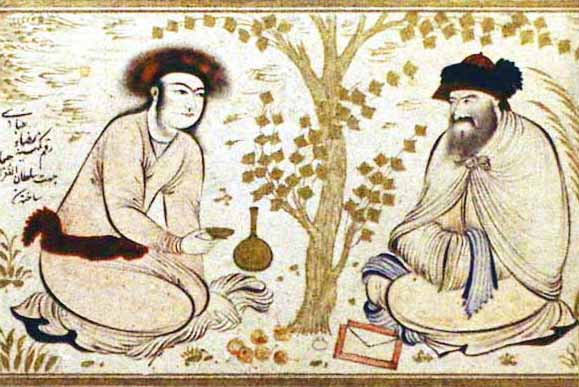
Prinselijk jongeren en derwisj - Reza Abbasi 1610
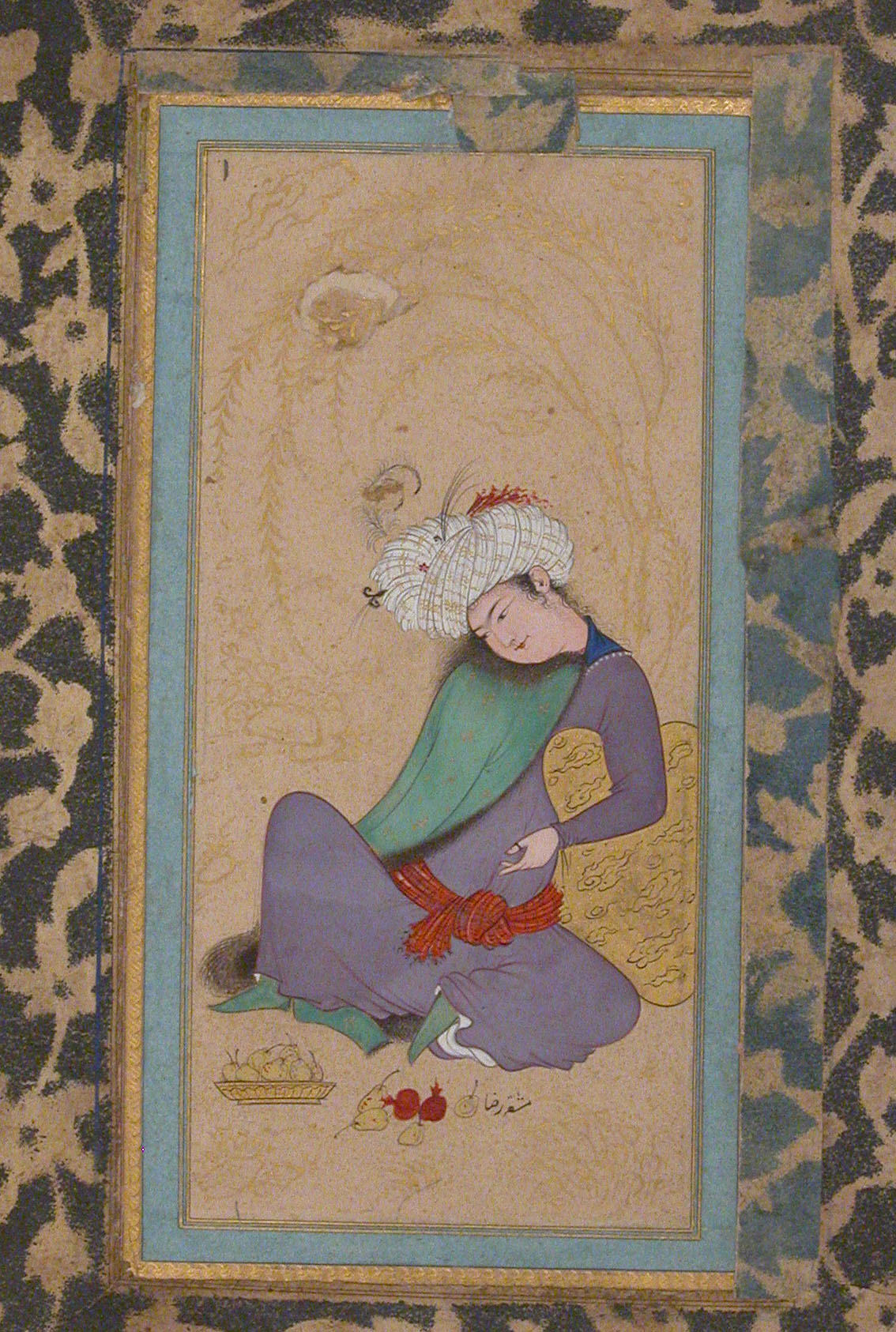
Man in een met bont gevoerde jas - Reza Abbasi
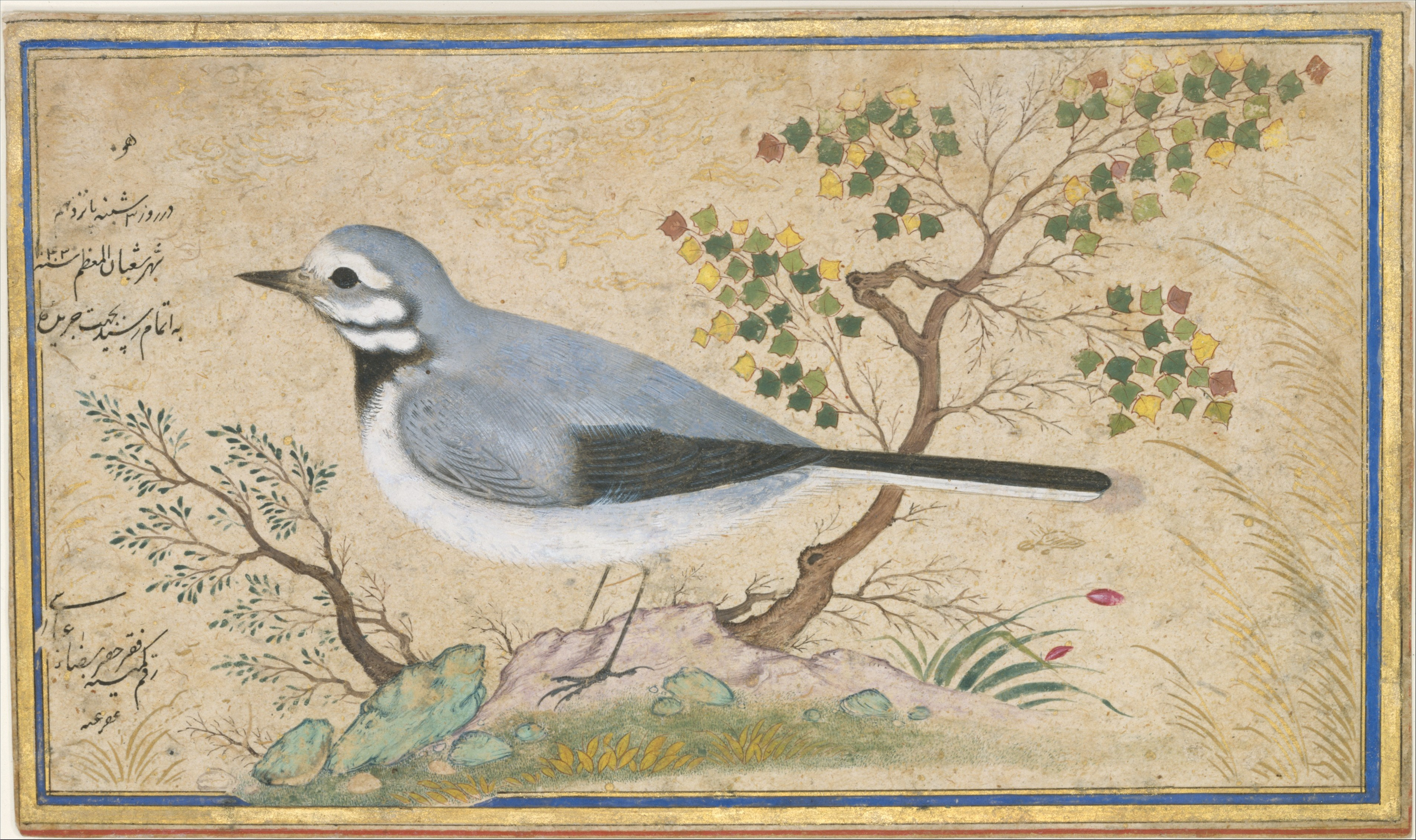
Studie van een vogel - Reza Abbasi, 1634
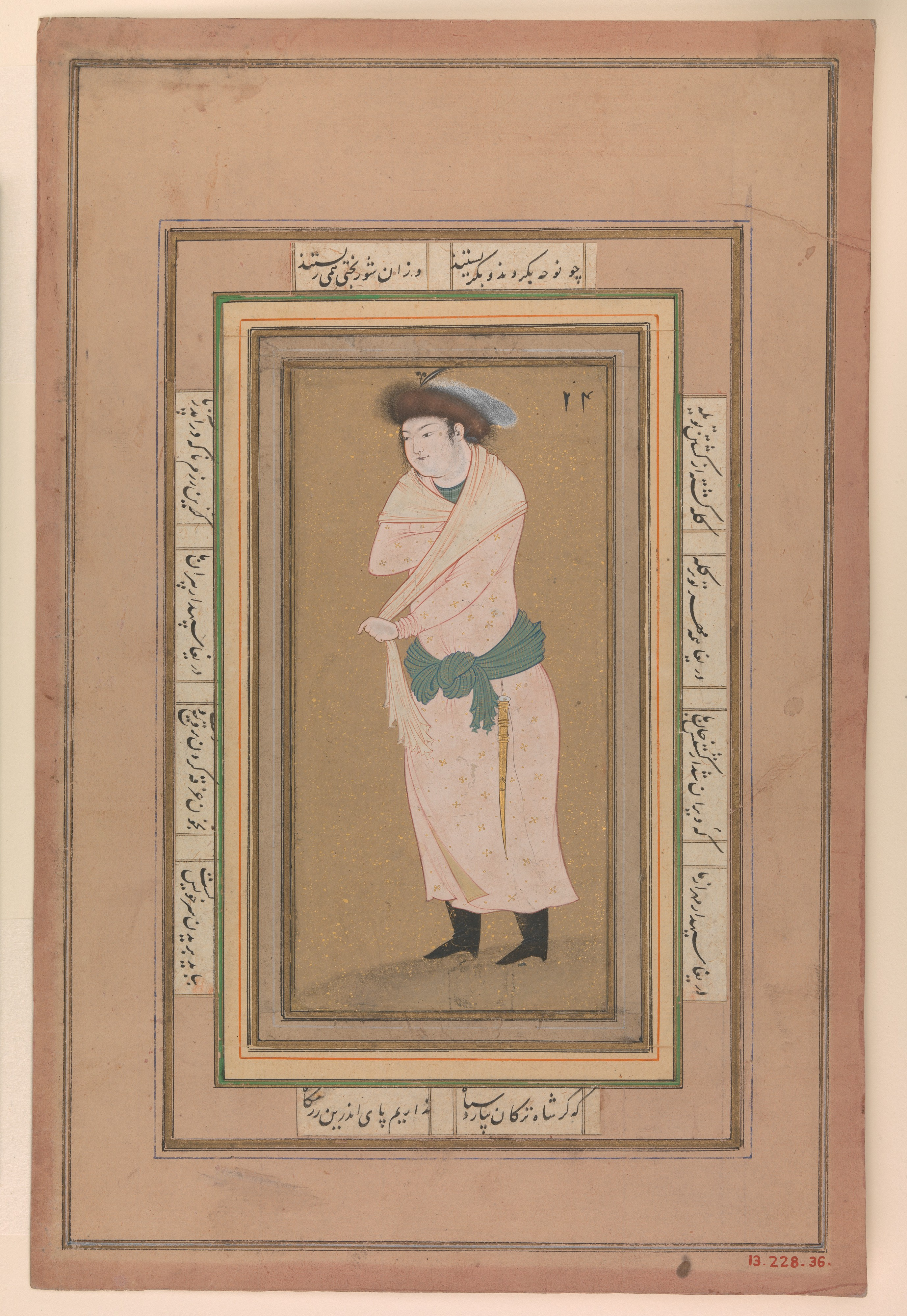
Portret van een man - Reza Abbasi 1600

- Bibsys: 90102611
- Bibliothèque nationale de France: cb13329802k (data)
- Gemeinsame Normdatei: 1038762251
- International Standard Name Identifier: 0000 0000 5443 3371
- Library of Congress Control Number: nr97002950
- Nationale Bibliotheek van Israël: 987007346866905171
- TDVİA: riza-yi-abbasi
- Union List of Artist Names: 500116631
- Virtual International Authority File: 286406844